# Новопетликовский сельский совет
Новопетликовский сельский совет (укр. Новопетликівська сільська рада) — входит в состав
Бучачского района
Тернопольской области
Украины.
Административный центр сельского совета находится в 
с. Новые Петликовцы.

## История
- 1987 — дата образования.

## Населённые пункты совета
- с. Новые Петликовцы
- с. Пушкари